# La Forteresse invisible
La Forteresse invisible est le dix-neuvième tome de la série de bande dessinée Thorgal, dont le scénario a été écrit par Jean Van Hamme et les dessins réalisés par Grzegorz Rosiński.

## Synopsis
Accablé par le poids de son destin et de ses souvenirs, Thorgal souhaite s'en affranchir. Il rencontre une vieille femme, Alayin, qui lui parle d'un endroit nommé la Forteresse invisible, où il peut trouver ce qu'il recherche. Thorgal n'a bientôt plus le choix et part en quête de la Forteresse.

## Publication
- Le Lombard, novembre 1993  (ISBN 2-8036-1052-3)
- Albatros, tirage de luxe en 2050 exemplaires signés et numérotés, novembre 1993  (ISBN 2-8036-0932-0)
- Le Lombard, janvier 2004  (ISBN 2-80361-052-3)
- Le Lombard, mars 2016  (ISBN 978-2-8036-1414-1)